# Drimys granadensis
El chilillo (Drimys granadensis) es una especie de planta con flor, árbol perenne de hoja ancha, de la familia de las Winteraceae.
Es nativa de las selvas tropicales montanas desde Perú al sur de México, Costa Rica, Guatemala, Honduras, Panamá, Colombia, Ecuador.

## Clasificación y descripción
Arbustos grandes (3-5 m) o árbol pequeño de 8 hasta 18 m de altura; hojas simples, alternas, enteras, usualmente diseminadas en las ramificaciones, pecioladas, angostamente 7-16 cm de largo, 1.5-4.5 cm de ancho, margen ligeramente recurvado, ocasionalmente fuerte pero angostamente revoluto hacia la base, lámina subcoriácea a coriácea, verde brillante y generalmente lustrosa en el haz u opaca, muy glaucas en el envés, nervaduras secundarias 10 a16 por lado, peciolo 8 a 25 mm de largo, 1-2 mm de diámetro; inflorescencias agregadas en o cerca de los ápices de las ramificaciones; flores blancas, umbeladas o raramente solitarias, pedúnculo de 7-65 mm de largo, 2-6 flores por inflorescencia; sépalos submembranosos a papiráceos, 4.5-8 mm de largo, 5-9 mm de ancho; pétalos 9 - 17 mm de largo, 1.5 - 6 mm de ancho, obtusos o subagudos, amarillos, brillantes. Fruto una baya subglobosa, 5-6 mm de largo, amarillo-verdosa cuando inmadura, negro mate al madurar.

## Distribución
Desde el Sur de México, Centroamérica hasta parte de Sudamérica (Colombia, Ecuador, Perú y Venezuela. En México se distribuye en los estados de Veracruz, Guerrero, Oaxaca, Puebla y Chiapas.

## Hábitat
Es una especie florística característica del bosque mesófilo de montaña, donde la vegetación predominante es perennifolia. Se encuentra en el intervalo altitudinal de 1100 a 3000 m. En México se localiza en el bosque mesófilo de montaña; bosque de Quercus; bosque de Pinus-Quercus y en orillas de ríos y en matorral en cañadas. Esta especie crece y se desarrolla mejor a los 2000 m s. n. m., en suelos francos a pesados, en cañadas muy húmedas y frías, tolera los suelos ácidos y mal drenados.

## Estado de conservación
Es una especie maderable menor, su madera se usa en construcción local y carpintería de interiores, muebles, paneles y pulpa para papel. En Costa Rica se usa tradicionalmente para la elaboración de carbón. Es una especie que no se encuentra bajo alguna categoría de riesgo de acuerdo a la NOM- 059 de la SEMARNAT 2010. A nivel internacional tampoco está bajo alguna categoría de riesgo de acuerdo a la Unión Internacional para la Conservación de la Naturaleza (IUCN)

## Taxonomía
Drimys granadensis fue descrita por Carlos Linneo el Joven y publicado en Supplementum Plantarum 269, en el año 1781[1782]. (Apr 1782)
Variedades aceptadas
- Drimys granadensis var. mexicana (DC.) A.C.Sm.
- Drimys granadensis var. uniflora (Turcz.) A.C.Sm.

## Nombres comunes
- agí, ají, canelo de páramo, palo de melambo.[7]